# 14a etapa del Tour de França de 2009
La 14a etapa del Tour de França de 2009 es disputà el dissabte 18 de juliol sobre un recorregut de 199 quilòmetres entre Colmar i Besançon. El vencedor fou el rus Serguei Ivanov, que arribà en solitari a la meta.

## Recorregut de l'etapa
Etapa de transició a l'espera de la primera etapa alpina de la present edició del Tour. Dos ports de muntanya de 3a categoria són les úniques dificultats que els ciclistes hauran de superar, en la part central de l'etapa, al km 90,5 i 111,5. L'arribada és totalment plana.

## Desenvolupament de l'etapa
Al km 14 d'etapa es formà l'escapada del dia, formada per 14 ciclistes, entre ells Mark Cavendish, George Hincapie, Serguei Ivanov i Martijn Maaskant, promotor de l'escapada. Poc després Cavendish desistí de l'escapada, quedant 13 ciclistes al capdavant. Tot i la forta pluja que tornà a afectar la cursa la velocitat era molt ràpida, ja que el gran grup no deixava obrir molt d'espai als escapats i al km 53 sols disposaven d'un minut. A poc a poc la diferència va anar augmentant i es perdé Jens Voigt per culpa d'una avaria, quedant 12 ciclistes al capdavant.
A 60 km per a l'arribada la diferència dels escapats pujà fins a 8'30", cosa que situava a George Hincapie com a líder virtual de la cursa, ja que es trobava a 5'25" de Nocentini. A partir d'aquest moment l'equip del líder es posà a tirar amb força del gran grup, però la diferència es reduí de manera molt sensible.
A 10 km per a l'arribada Ivanov atacà i aconseguí ràpidament obrir un petit espai, que a poc a poc aniria incrementant fins a arribar a Besançon en solitari i amb 16" d'avantatge sobre el seu immediat perseguidor.
Pel darrere, l'AG2R La Mondiale continuava tirant per tal de reduir les diferències i mantenir el lideratge, cosa que finalment aconseguiria per sols 5". A l'esprint del gran grup Mark Cavendish va fer una acció irregular que perjudicà Thor Hushovd i va ser desqualificat a passar a ser el darrer del grup, cosa que va fer que Hushovd incrementés a 18 els punts de diferència en la lluita pel mallot verd.
Per altra banda, cal destacar la mort d'una espectadora i dos ferits en un accident provocat per una motocicleta de la Guàrdia Republicana al pas dels escapats per Wittelsheim.

## Esprints intermedis
| 1r | Gerald Ciolek   | 6 pts |
| 2n | Daniele Bennati | 4 pts |
| 3r | Daniele Righi   | 2 pts |

| 1r | Hayden Roulston     | 6 pts |
| 2n | Christophe Le Mével | 4 pts |
| 3r | Sébastien Minard    | 2 pts |

| 1r | Hayden Roulston  | 6 pts |
| 2n | Sébastien Minard | 4 pts |
| 3r | Daniele Bennati  | 2 pts |

## Ports de muntanya
- 1. Cota de Lebetain. 490m. 3a categoria (km 90,5) (2,4 km al 4,4%)

| 1r | Frederik Willems | 4 pts |
| 2n | Albert Timmer    | 3 pts |
| 3r | Serguei Ivanov   | 2 pts |
| 4t | Gerald Ciolek    | 1 pt  |

- 2. Cota de Blamont. 558m. 3a categoria (km 111,5) (2,9 km al 4,9%)

| 1r | Sébastien Minard | 4 pts |
| 2n | Gerald Ciolek    | 3 pts |
| 3r | Frederik Willems | 2 pts |
| 4t | Martijn Maaskant | 1 pt  |

## Classificació de l'etapa
|    | Ciclista            | Equip             | Temps      |
| -- | ------------------- | ----------------- | ---------- |
| 1  | Serguei Ivanov      | Team Katusha      | 4h 56' 26" |
| 2  | Nicolas Roche       | AG2R La Mondiale  | + 16"      |
| 3  | Hayden Roulston     | Cervélo TestTeam  | m. t.      |
| 4  | Martijn Maaskant    | Garmin-Slipstream | m. t.      |
| 5  | Sébastien Minard    | Cofidis           | m. t.      |
| 6  | Daniele Righi       | Lampre-NGC        | m. t.      |
| 7  | Christophe Le Mével | FDJ               | m. t.      |
| 8  | George Hincapie     | Team Columbia-HTC | m. t.      |
| 9  | Daniele Bennati     | Liquigas          | m. t.      |
| 10 | Gerald Ciolek       | Team Milram       | + 22"      |

## Classificació general
|    | Ciclista              | Equip             | Temps       |
| -- | --------------------- | ----------------- | ----------- |
| 1  | Rinaldo Nocentini     | AG2R La Mondiale  | 58h 13' 52" |
| 2  | George Hincapie       | Team Columbia-HTC | + 5"        |
| 3  | Alberto Contador      | Team Astana       | + 6"        |
| 4  | Lance Armstrong       | Team Astana       | + 8"        |
| 5  | Christophe Le Mével   | FDJ               | + 43"       |
| 6  | Bradley Wiggins       | Garmin-Slipstream | + 46"       |
| 7  | Andreas Klöden        | Team Astana       | + 54"       |
| 8  | Tony Martin           | Team Columbia-HTC | + 1' 00"    |
| 9  | Christian Vande Velde | Garmin-Slipstream | + 1' 24"    |
| 10 | Andy Schleck          | Team Saxo Bank    | + 1' 49"    |

## Classificacions annexes

### Classificació per punts
| Classificació per punts | Total   |
| ----------------------- | ------- |
| Thor Hushovd            | 218 pts |
| Mark Cavendish          | 200 pts |
| José Joaquín Rojas      | 126 pts |

### Classificació de la muntanya
| Classificació de la muntanya | Total  |
| ---------------------------- | ------ |
| Franco Pellizotti            | 98 pts |
| Egoi Martínez                | 95 pts |
| Brice Feillu                 | 64 pts |

### Classificació del millor jove
| Classificació del millor jove | Temps       |
| ----------------------------- | ----------- |
| Tony Martin                   | 58h 14' 52" |
| Andy Schleck                  | + 49"       |
| Vincenzo Nibali               | + 54"       |

### Classificació per equips
| Classificació per equips | Total        |
| ------------------------ | ------------ |
| AG2R La Mondiale         | 173h 02' 28" |
| Team Milram              | + 16"        |
| Team Columbia-HTC        | + 04' 45"    |

### Combativitat
- Martijn Maaskant

## Abandonaments
No n'hi ha cap.